# Aeródromo San Sebastián
El Aeródromo Puerto Sánchez (OACI: SCSZ), es un terminal aéreo ubicado junto al Paso San Sebastián, Provincia de Tierra del Fuego, Región de Magallanes y de la Antártica Chilena, Chile. Este aeródromo es de carácter público.